# Colina Observación de la Base McMurdo

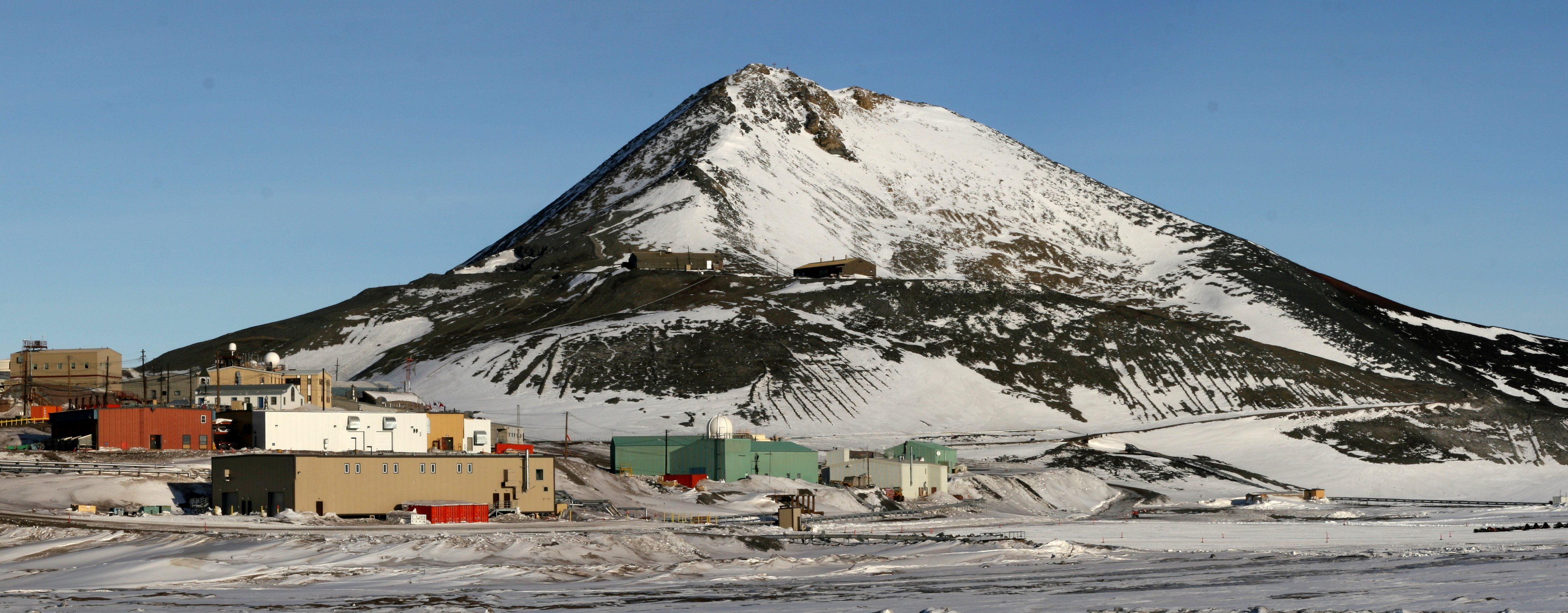
La colina Observación vista desde Hut Point.

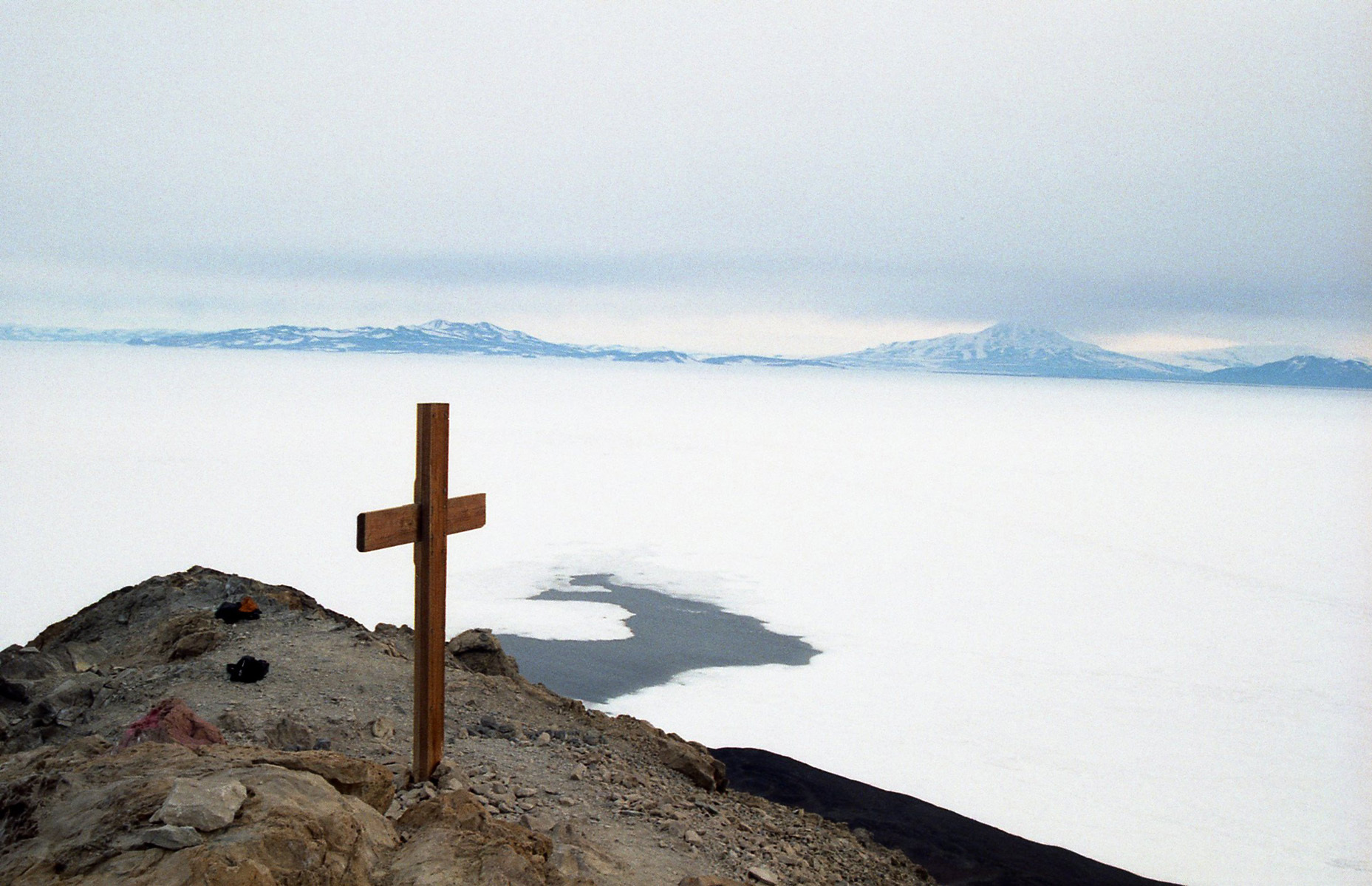
Cruz conmemorativa en la colina Observación.

La colina Observación, en inglés Observation Hill es una colina empinada de 754 pies —230 m— adyacente a la Base McMurdo en la Antártida y comúnmente llamada Ob Hill. Con frecuencia se sube para obtener buenos puntos de observación hacia el continente. Cuando el cielo está despejado da una excelente visibilidad.
Ob Hill es una cúpula de lava y uno de los muchos volcanes que están situados en la península de Hut Point de la isla de Ross.

## Memorial de la Cruz
Después de la muerte de Robert Falcon Scott a principios de 1912, los últimos miembros de su grupo fueron encontrados por un grupo de búsqueda dirigido por el cirujano Edward L. Atkinson. El grupo de socorro tomó su película fotográfica, especímenes científicos y otros materiales. Tuvieron que dejar a Scott y sus hombres en su tienda, y luego el grupo no pudo ubicar el campamento, ya que esa área había sido cubierta de nieve. Un siglo de tormentas y nieve han cubierto el mojón y la tienda, que ahora están encerrados en la plataforma de hielo de Ross a medida que avanza hacia el mar de Ross. En 2001 el glaciólogo Charles R. Bentley estimó que la tienda de campaña con los cuerpos estaba debajo de unos 75 pies (23 m) de hielo y cerca de 30 millas (48 km) desde el punto en que murieron; especuló que en unos 275 años los cuerpos llegarían al mar de Ross y tal vez flotarían dentro de un iceberg.
El grupo de búsqueda regresó a su campamento base en «McMurdo Sound» para esperar la nave de socorro. Después de que llegó, trabajaron para construir un monumento conmemorativo: una cruz de madera de nueve pies, con los nombres del fatal acontecimiento y la línea final del poema de Alfred Tennyson «Ulises», que dice: Para esforzarse, buscar, encontrar, y no ceder. El 22 de enero de 1913, después de un difícil viaje de dos días en trineo, se erigió la cruz en la cima de la colina de observación, con vistas al campamento y mirando hacia la «barrera», la plataforma de hielo de Ross, en la que había muerto el grupo de Scott. En 1972 la cruz fue declarada como uno de los Sitios y Monumentos Históricos de la Antártida por los signatarios del Tratado Antártico, con la signatura HSM-20.

## Reclamación territorial
La colina es reclamada por Nueva Zelanda como parte de la Dependencia Ross, pero esta reclamación está sujeta a las disposiciones del Tratado Antártico. El país reclamante la denomina Observation Hill.